# Salvatore Sciascia (editore)
Salvatore Sciascia (Sommatino, 11 maggio 1919 – Bari, 19 aprile 1986) è stato un editore italiano.
Fondò l'omonima casa editrice nel 1946 a Caltanissetta. I locali della sua omonima libreria divennero, sin dai primi anni, il punto di riferimento della vita culturale della città siciliana. Coltivò una profonda amicizia con lo scrittore Leonardo Sciascia, con il quale, nonostante l'omonimia, non aveva legami di parentela.

## Biografia

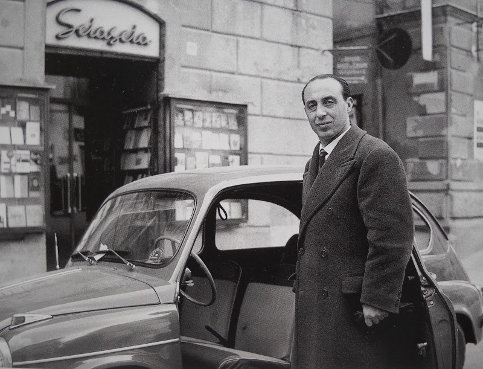
Salvatore Sciascia davanti alla sua storica libreria

Nacque l'11 maggio 1919 a Sommatino, centro minerario dell'entroterra nisseno. Studiò prima a Caltanissetta e poi a Palermo, dove maturò la sua "vocazione" di editore. Militare dal 1935 fino al 1945, in quell'anno, rientrato a Caltanissetta, aprì una piccola libreria nei pressi delle chiesa di Santa Lucia. Nel 1950 trasferì la libreria nei locali di corso Umberto 111, libreria che è stato un luogo di riferimento per la città di Caltanissetta fino al giorno della chiusura avvenuta nell'aprile del 2012.
Aderì al Rotary Club di Caltanissetta nel 1959, ne diventò il Presidente negli anni 1970-71, 1971-72, 1975-76 e 1976-77. Il 15 aprile 1984 venne designato governatore del 211º Distretto Italia-Malta per l'anno sociale 1985-86, diventando il primo nisseno ad essere insignito della carica.
Morì stroncato da un infarto durante un incontro di rotariani a Bari nel 1986, all'età di 67 anni, quarant'anni dopo la fondazione della sua casa editrice.
Tra i "talenti" letterari di cui Salvatore Sciascia è stato tra i primi editori vanno citati: Leonardo Sciascia, Vicente Aleixandre (premio Nobel nel 1997); inoltre agli inizi della loro carriera letteraria hanno pubblicato libri con la sua casa editrice: Pier Paolo Pasolini, Alberto Bevilacqua, Achille Campanile, Angelo Romanò, Roberto Roversi, Mario La Cava e altri.
Alla data della sua morte, la casa editrice vantava un catalogo di oltre cinquecento libri, con molte firme prestigiose della letteratura siciliana, quali: Nino Savarese, Francesco Lanza e Rosso di San Secondo.
Inoltre collaborarono con la sua casa editrice molte personalità letterarie che scrissero nella sua collana Aretusa, tra questi si ricordano: Antonio Baldini, Francesco Renda, Aldo Gabrielli, Bonaventura Tecchi, Ettore Paratore, Ferruccio Ulivi, Giancarlo Vigorelli, Giorgio Petrocchi, Giovanni Macchia, Pietro Paolo Trompeo, Valerio Volpini, Giorgio Caproni e l'italianista francese Dominique Fernandez.

### Incarichi assunti
- Presidente della Camera di Commercio di Caltanissetta.
- Presidente dell'Associazione Provinciale dei Commercianti di Caltanissetta.
- Vicepresidente dell'Automobile Club d'Italia (ACI) di Caltanissetta.
- Vicepresidente della Croce Rossa di Caltanissetta.
- Presidente del Consorzio provinciale per l'istruzione tecnica.
- Consigliere della Amaro Averna e della scomparsa Società Piedigrotta di Caltanissetta.
- Consigliere e consigliere censore della Banca d'Italia.
- Componente del Consiglio per i Beni Culturali e del Libro del Ministero dei Beni Culturali.
- Vicepresidente dei librai italiani
- Consigliere direttivo dell'Associazione Editori Italiani.

## Galleria d'immagini

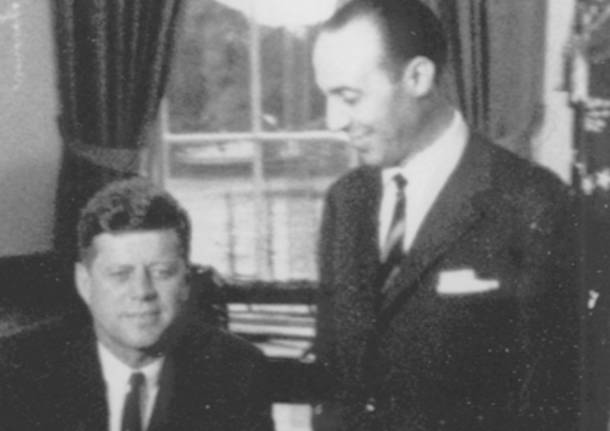
L'incontro alla Casa bianca tra JFK e l'editore Salvatore Sciascia
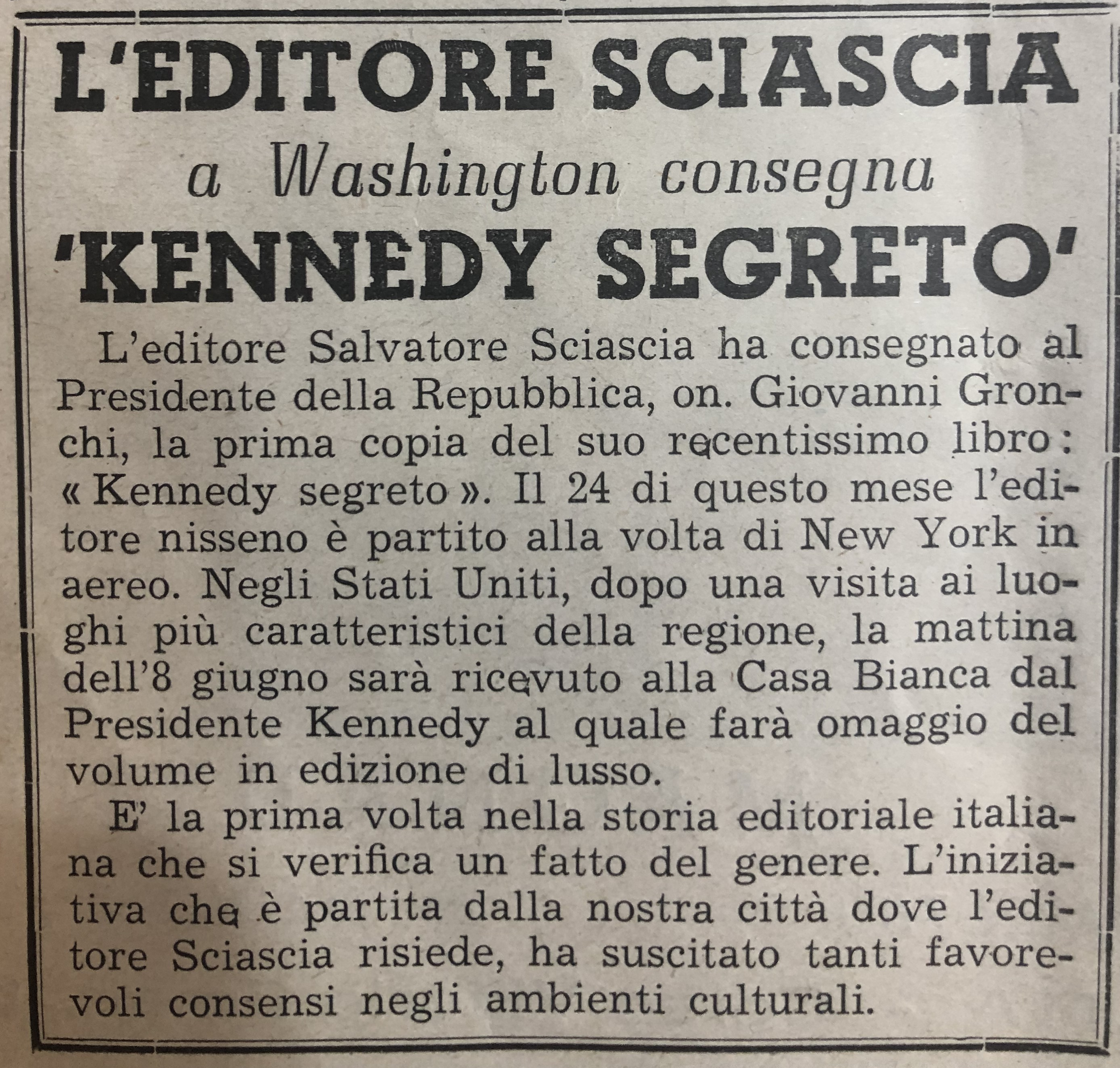
Ritaglio di giornale della visita di Sciascia a Kennedy
Rivista Galleria

## La casa editrice
La casa editrice, fondata nel 1947, si caratterizza prevalentemente per la pubblicazione di opere di carattere letterario, storico e artistico, con collane di saggistica e narrativa, quali: Aretusa, Lo Smeraldo diretta dal preside Luigi Monaco, Quaderni di Galleria; nel 1949 iniziò a pubblicare una rassegna bimestrale di cultura: Galleria.

### Dopoguerra
La casa editrice ha pubblicato il libro di Pier Paolo Pasolini Dal diario, e anche L'amicizia perduta di Alberto Bevilacqua.
Si ricordano, tra le principali edizioni degli anni cinquanta:
- Stéphane Mallarmé, Il mistero nelle lettere 1952
- Giorgio Caproni, Il gelo della mattina, 1954
- Edoardo Firpo, Ciammo o martinpescou, 1955
- Vann'Antò, Gioco e fantasia, 1956
- Franco Fortini, I destini generali: con uno scritto di poetica, 1956
- Charles Baudelaire, Il Tesoretto, 1957
- Bonaventura Tecchi, Officina segreta, 1957
- Biagio Marin, L' estadela de San Martin, 1958
- Pietro Paolo Trompeo, L' azzurro di Chartres e altri capricci, 1958
- André Frénaud, Excrétions, misére et facéties 1958
- El mundo al revès (48 "rodolinos catalani"), 1958
- Les songes drolatiques de Pantagruel (26 incisioni apocrife attribuite a Rabelais), 1958
- Christian Morgenstern, I canti della forca, 1959
- Ezra Pound, Versi prosaici, 1959

Storicamente interessante e ristampato più volte il libro del 1956 del colonnello dei Carabinieri di Agrigento Renato Candida dal titolo Questa Mafia, che per primo descriveva la trasformazione, propria di quegli anni, della mafia da rurale a imprenditoriale. Libro da cui trasse ispirazione Leonardo Sciascia, per il suo protagonista il capitano Bellodi, nel più famoso Il giorno della civetta.

### Il rapporto con Leonardo Sciascia
Pubblica prima e durante la permanenza dello scrittore, con la sua famiglia, a
Caltanissetta:
- Il fiore della poesia romanesca. Belli, Pascarella, Trilussa, Dell'Arco, Caltanissetta, Salvatore Sciascia, 1952.
- Pirandello e la Sicilia, Caltanissetta-Roma, Salvatore Sciascia, 1961.
- Pirandello e il pirandellismo, con lettere inedite di Luigi Pirandello a A. Tilgher, Caltanissetta-Roma, Salvatore Sciascia, 1953.
- Santo Marino. Con 10 riproduzioni, Caltanissetta-Roma, Salvatore Sciascia, 1963.
- Jaki, Caltanissetta-Roma, Salvatore Sciascia, 1965.

### XXI secolo
La casa editrice con il patrocinio del Comune di Caltanissetta ha pubblicato l'opera omnia di diciotto romanzi assemblati in sedici libri e sei raccolte di novelle di Pier Maria Rosso di San Secondo, illustre scrittore nisseno nato a Caltanissetta nel 1887 e morto a Lido di Camaiore nel 1956.
- Roberto Osculati, Claudia Giurintano e Salvatore Valla, Sapienti per sempre. La ricerca storica e la produzione storiografica di Cataldo Naro, in Caltanissetta, Salvatore Sciascia Ed., 2009,  p. 272.
- Marina Congiu, Calogero Micciché e Simona Modeo, Timoleonte e la Sicilia della seconda metà del IV sec. A. C., in Caltanissetta, Salvatore Sciascia Ed., aprile 2010, 2011,  p. 288, ISBN 978-88-8241-372-9.
- Mistretta, Roberto, Giudici di frontiera/interviste in terra di mafia, in Salvatore Sciascia Ed., agosto 2011, 2011,  p. 256, ISBN 88-8241-368-3.[12]

## Onorificenze

### Citazioni
(Giuseppe Longo 1961)
(Giuseppe Quatriglio)

### Riconoscimenti
- Sileno d'oro a Gela nel 1963.
- Antonello da Messina a Messina nel 1974.
- Polifeno d'argento a Zafferana Etnea nel 1974.
- Il Marranzano d'argento a Giarre nel 1984.
- Premio letterario Randazzo a Randazzo nel 1984.
- Telamone ad Agrigento nel 1985.